# Татяна Сърбинска
Татяна Сърбинска е българска народна певица, изпълнителка на песни от Македонската фолклорна област.

## Биография
Родена е в някогашното село (днес град) Рила. Завършила е Пловдивската Академия за музикално, танцово и изобразително изкуство. Известно време е солистка на фолклорния ансамбъл Пирин, с който пее в зали като Ла Скала, Ковънт Гардън, Карнеги Хол, Кенеди център.
През 1991 г. се премества в САЩ, където живее. Преподава в Бостънската консерватория и Консерваторията на Нова Англия. Там певицата продължава да се занимава дейно с български фолклор – създава и ръководи 3 формации („Орфея“, „Здравец“ и „Диви жени“, които изпълняват българска народна музика.
През 2004 г. е удостоена с наградата „Уоми – Вашингтон“ Wammy (Washington Area Music Award) за световен музикален вокалист на 2004 г.
На 28 ноември 2014 година е обявена за почетен гражданин на Благоевград.